# Línea del Sado

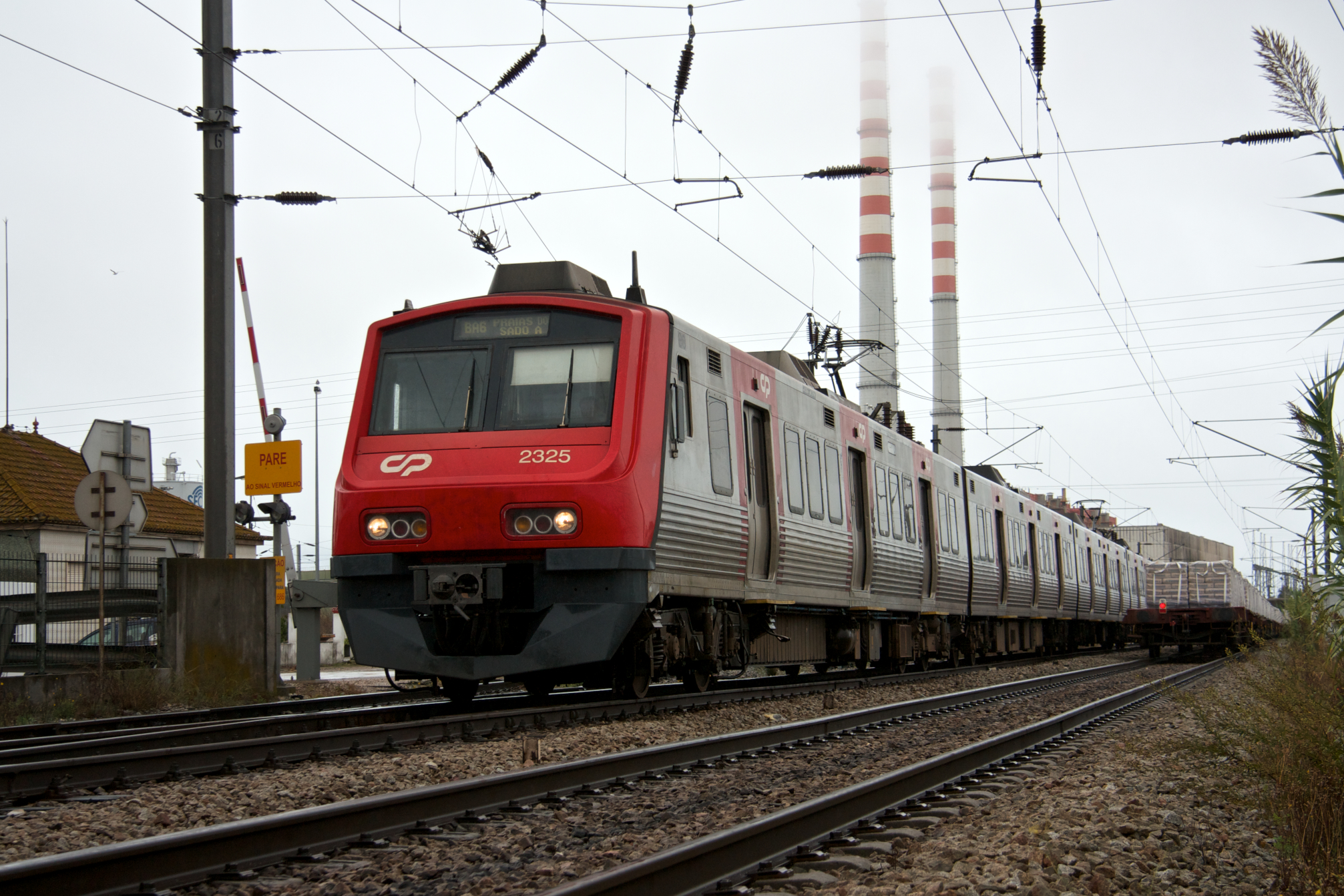
Composición urbana 17232, efectuado por el Ferrobús 2325, junto al Apeadero de Praias do Sado y a la Central Termoeléctrica de Setúbal, en la Línea del Sur, en octubre de 2012.

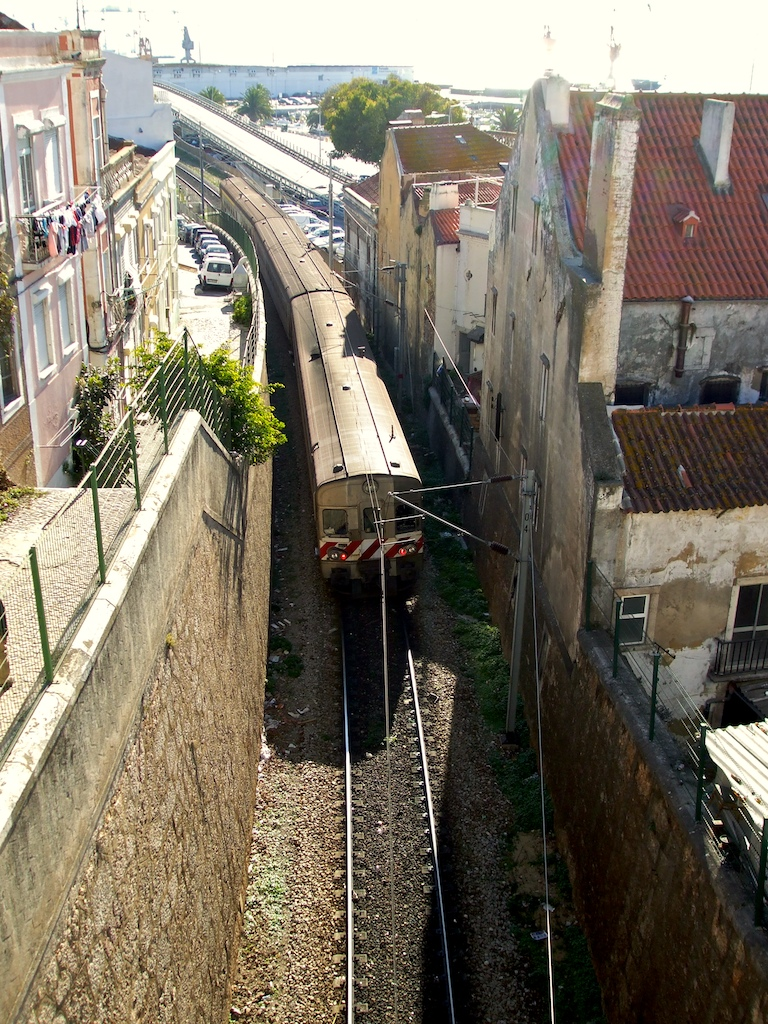
Composición urbana 17264 en 2008, también diésel, entrando en el Túnel das Fontainhas (Setúbal), en la Línea del Sur.

La Línea del Sado es uno de los cuatro servicios de la red de composiciones suburbanas de la CP Urbanos de Lisboa, en la Gran Lisboa, Portugal, con circulaciones simples entre Barreiro y Praias do Sado A, usando partes de la Línea del Alentejo (entre Barreiro y Pinhal Novo), y de la Línea del Sur (entre Pinhal Novo y Praias do Sado-A). Es representada en azul en los diagramas de los servicios USGL .
Fue, hasta mediados de 2008, el único servicio USGL movido con diésel, asegurado por composiciones automotores triples de la serie 0600/0650. Estas fueron sustituidas por automotores eléctricos de las series 2300 y 2400 después de la electrificación de la línea.